# Резонатор

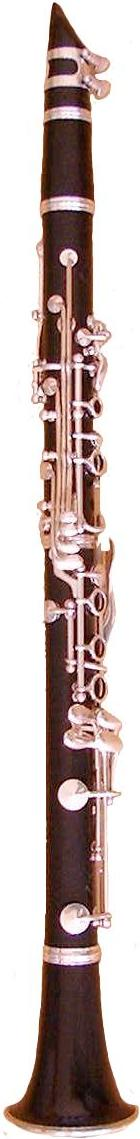
Кларнет, акустичний резонатор із змінним спектром частот

Резона́тор — пристрій, який має резонансні властивості, тобто відклик якого на коливання певних частот сильніший, ніж на коливання з іншими частотами.
Зазвичай резонатори — просторові розподілені системи, в яких можуть збуджуватися стоячі хвилі.
Резонатори підсилюють коливання на певних частотах. Ці частоти визначаються умовою того, щоб стояча хвиля вклалася певну кількість разів на довжині резонатора. Стоячі хвилі, які вкладаються на довжині резонатора різну кількість разів, а, отже, мають різну довжину хвилі, називаються його модами. Сукупність мод резонатора визначає його спектр, або, в акустиці, тембр.
Резонатори мають широке використання в різних областях техніки. Важливе значення вони відіграють у музиці, оскільки чимало музичних інструментів використовують резонатори для підсилення інтенсивності звуку. Порожнини, що виконують роль акустичних резонаторів є у скрипок, гітар, кобз, бандур, ударних інструментів тощо. Духові музичні інструменти, наприклад, кларнет або саксофон, використовують для створення звуку коливання тростинки, яке підсилюється на певних частотах резонатором у вигляді трубки (прямої або закрученої). Закриваючи певні клапани кларнетист змінює положення вузлів і згустків стоячої хвилі, і, таким чином, висоту звуку. У гітар все по-іншому, бо різновид звуків досягається штучним скороченням струн, бо частота її коливань стає більшою.
Резонатори є складовою частиною будови лазерів, високочастотних генераторів електромагнітних хвиль тощо.